# Gonzalo Píriz
Gonzalo Píriz, vollständiger Name Gonzalo Martín Píriz González, (* 4. Oktober 1988 in Tacuarembó) ist ein uruguayischer Fußballspieler.

## Karriere
Der 1,69 Meter große Offensivakteur Píriz stand mindestens von der Apertura 2008 bis zur Clausura 2011 im Kader des seinerzeitigen Erstligisten Tacuarembó FC. In der Saison 2009/10 absolvierte er dort 18 Partien in der Primera División und erzielte einen Treffer. 2010/11 kamen weitere zehn Erstligaeinsätze und ein Tor hinzu. In der Spielzeit 2013/14 absolvierte er ebenfalls bei den Norduruguayern unter Vertrag stehend 13 Spiele in der Segunda División und steht nach dem Erstligaaufstieg zur Spielzeit 2014/15 auch in jener Saison dort im Kader, kam in der Apertura jedoch nicht in der höchsten uruguayischen Spielklasse zum Einsatz.